# Vigie-Nature
 (octobre 2024).
La mise en forme du texte ne suit pas les recommandations de Wikipédia : il faut le « wikifier ».
Les points d'amélioration suivants sont les cas les plus fréquents :
- Les titres sont pré-formatés par le logiciel. Ils ne sont ni en capitales, ni en gras.
- Le texte ne doit pas être écrit en capitales (les noms de famille non plus), ni en gras, ni en italique, ni en « petit »…
- Le gras n'est utilisé que pour surligner le titre de l'article dans l'introduction, une seule fois.
- L'italique est rarement utilisé : mots en langue étrangère, titres d'œuvres, noms de bateaux, etc.
- Les citations ne sont pas en italique mais en corps de texte normal. Elles sont entourées par des guillemets français : « et ».
- Les listes à puces sont à éviter, des paragraphes rédigés étant largement préférés. Les tableaux sont à réserver à la présentation de données structurées (résultats, etc.).
- Les appels de note de bas de page (petits chiffres en exposant, introduits par l'outil «  Source ») sont à placer entre la fin de phrase et le point final[comme ça].
- Les liens internes (vers d'autres articles de Wikipédia) sont à choisir avec parcimonie. Créez des liens vers des articles approfondissant le sujet. Les termes génériques sans rapport avec le sujet sont à éviter, ainsi que les répétitions de liens vers un même terme.
- Les liens externes sont à placer uniquement dans une section « Liens externes », à la fin de l'article. Ces liens sont à choisir avec parcimonie suivant les règles définies. Si un lien sert de source à l'article, son insertion dans le texte est à faire par les notes de bas de page.
- La présentation des références doit suivre les conventions bibliographiques. Il est recommandé d'utiliser les modèles {{Ouvrage}}, {{Chapitre}}, {{Article}}, {{Lien web}} et/ou {{Bibliographie}}. Le mode d'édition visuel peut mettre en forme automatiquement les références.
- Insérer une infobox (cadre d'informations à droite) n'est pas obligatoire pour parachever la mise en page.

Pour une aide détaillée, merci de consulter Aide:Wikification.
Si vous pensez que ces points ont été résolus, vous pouvez retirer ce bandeau et améliorer la mise en forme d'un autre article.
Vigie-Nature est un programme de sciences participatives créé par le Muséum national d'histoire naturelle en partenariat avec l'Office français de la biodiversité pour permettre à différents publics de contribuer à la recherche en histoire naturelle par la collecte de données standardisées sur la faune et la flore, à travers divers protocoles d'observation (observatoires) s'inscrivant dans le contexte général des sciences participatives.

## Objectifs
Les objectifs de ce programme sont : 
- fournir du matériel scientifique sur la biodiversité ordinaire pour la recherche en écologie[2] ;
- fournir du matériel scientifique sur les processus participatifs pour la recherche en sciences humaines et sociales[2] ;
- surveiller les variations des espèces et communautés d'espèces dans le temps et dans l'espace afin de produire des indicateurs relatifs à l'état de santé de la biodiversité ordinaire[3], pour l'appui aux politiques publiques de conservation de la nature ;
- permettre aux participants de découvrir par eux-mêmes les grands principes de l'écologie et de la démarche scientifique[4],[5].

La principale spécificité de Vigie-Nature réside dans le fait que la collecte de données sur la biodiversité est cadrée par des protocoles de manière à les standardiser. En pratique, l'effort d'observation, la stratégie d'échantillonnage dans l'espace et dans le temps, la répétabilité, le recueil d'information de contexte, le mode d'observation et le champ du vivant observé sont prédéfinis autant que possible. L'objectif de ce forçage est de rendre autant que possible  les données collectées comparables dans le temps et l'espace quel que soit l'observateur. Ainsi, il est plus réaliste  de recueillir des jeux de données dans lesquels il est possible de séparer la part de variation due à la collecte elle-même de celle due aux processus biologiques.

## Fonctionnement
Ce programme s'appuie sur plusieurs partenariats entre des associations environnementales (LPO, Opie, ...) qui animent les réseaux d’observateurs volontaires et des chercheurs et ingénieurs écologues du Muséum national d’Histoire naturelle et de l'Office français de la biodiversité ou d'autres établissements de scientifiques qui assurent l’analyse des données récoltées, la vulgarisation et la restitution auprès des participants.
Vigie-Nature a débuté en 1989 avec la mise en place du Suivi Temporel des Oiseaux Communs (STOC), portant sur les populations d'oiseaux nicheuses d'espèces diurnes. Depuis, le suivi d'autres groupes d’espèces a été initié : oiseaux hivernants, papillons, chauves-souris, escargots, insectes pollinisateurs, libellules, flore vasculaire et plantes spontanées des milieux urbains. Au total, une vingtaine d’observatoires de la biodiversité sont proposés au grand public, ainsi qu’aux naturalistes, scolaires ou professionnels du secteur agricole, de la gestion d'espaces verts ou encore d'espaces protégés.
Sur l'ensemble du territoire français, plus de 15 000 observateurs participent ainsi chaque année au suivi scientifique de la biodiversité ordinaire.
L'Observatoire national de biodiversité présente plusieurs indicateurs issus de Vigie-Nature : l'évolution temporelle des populations d'oiseaux communs spécialistes et l'évolution des populations de chauves-souris.

## Liste des observatoires
Vigie-Nature propose une vingtaine d’observatoires s’adressant à différents publics en fonction de leurs compétences naturalistes ou de leurs connaissances :
- Dix observatoires pour le grand public : 
  - BirdLab, jeu sérieux basé sur une application mobile.
  - Spipoll, collections photographiques d'insectes butinant des fleurs
  - Opération Papillons, suivi hebdomadaire des papillons du jardin
  - Oiseaux des jardins, suivi des oiseaux des jardins
  - Sauvages de ma rue, recensement des plantes des rues
  - Plages vivantes, comprenant plusieurs protocoles portant sur la biodiversité du littoral (les champs de blocs, laisse de mer, flore des hauts de plage)
  - Observatoire des bourdons, suivi hebdomadaire des bourdons du jardin
  - QUBS, comprenant plusieurs protocoles portant sur la qualité biologique des sols (opération escargots, suivi des vers de terre, faune de la litière, petite faune noctambule du sol et fonction de décomposition).
- Six observatoires pour les naturalistes confirmés : 
  - Suivi Temporel des oiseaux communs (STOC),
  - Suivi Temporel des Rhopalocères de France (STERF),
  - Suivi Temporel des Libellules (STELI),
  - Suivi Hivernal des Oiseaux Communs (SHOC),
  - Vigie-Flore, suivi de la flore commune,
  - Vigie-Chiro, suivi acoustique des chauves-souris
- Trois dispositifs pour un public professionnel : 
  - Observatoire agricole de la biodiversité (OAB) destiné aux agriculteurs comprenant plusieurs protocoles portant sur la biodiversité des milieux agricoles (suivi des papillons, des abeilles solitaires, des vers de terre, de la petite faune du sol et des chauves-souris) ;
  - Propage, suivi des papillons de jour à destination des gestionnaires d’espaces verts.
  - Florilèges, suivi des prairies urbaines à destination des gestionnaires d’espaces verts.
- Une déclinaison pour les scolaires, Vigie-Nature École, propose aux enseignants une déclinaison des protocoles à mettre en place avec leurs élèves au cours de l'année scolaire (chauves-souris, oiseaux des jardins, SPIPOLL, Escargots des jardins, Vers de terre, Sauvages de ma rue, Algues brunes et bigorneaux, Algues de la laisse de mer et Lichens).
- Des outils et des protocoles de science participative adaptés à l'enseignement agricole.